# Lalla Kmar
Lalla Kmar (arabe : للاّ قمر), née en 1862 et morte le 30 décembre 1942, est une princesse tunisienne. Elle épouse successivement trois beys de Tunis : Sadok, Ali III et Naceur Bey.

## Biographie
Sous le règne de la dynastie des Husseinites, les beys de Tunis achètent de nombreuses odalisques circassiennes, en particulier à Constantinople.
Lalla Kmar naît en 1862 dans le harem ottoman. Après avoir atteint l'âge de douze ans, elle est offerte par le sultan ottoman Abdülhamid II à Sadok Bey.

### Premier mariage
En 1877, elle se marie à l'âge de quatorze ans à Sadok Bey,. Elle partage environ cinq ans avec lui dans ce qui ressemble dans une certaine mesure à une relation parentale. Le mariage n'est jamais consommé et l'odalisque devient veuve quand il meurt en 1882.

### Deuxième mariage
Elle épouse alors Ali III Bey en 1883. Ce mariage dure vingt ans, au cours desquels elle devient sa conseillère et son bras droit. Elle l'admire et le considère comme un héros qui lutte contre le colonialisme français. Il la couvre en retour d'amour et de cadeaux, et partage avec elle de nombreux aspects de sa vie, y compris politiques. Par conséquent, il n'est pas surprenant qu'elle crée le premier café pour femmes et achète la première voiture Mercedes-Benz, alors que de nombreux documents sont imprimés avec son empreinte digitale. Son mariage se termine pour la deuxième fois par la mort de son époux le 11 juin 1902.

### Troisième mariage
Pendant les quatre ans qui suivent son veuvage, Lalla Kmar est traitée d'une manière humiliante par le nouveau bey, son beau-fils Hédi Bey, qui ne l'a jamais aimée et profite de la mort de son père pour l'enfermer dans le toit du palais, en lui refusant toute visite. Elle n'échappe pas aux insultes et à la maltraitance,, jusqu'à ce qu'elle épouse un troisième souverain, Naceur Bey, en 1906.
Leur amour est dit légendaire et connu de tous, et même imposé à tout le monde, car Naceur Bey publie une décision officielle dans laquelle il déclare la protection de son épouse vis-à-vis de tout malheur venant de ses amis ou de sa famille. Il lui alloue également un salaire et un zimam, une liste couvrant toutes ses dépenses mensuelles. N'ayant donné naissance à aucun enfant, elle est honorée par Naceur Bey qui lui construit le palais Essaâda à La Marsa, d'une superficie de 3 000 m2, au cours de la Première Guerre mondiale, plus précisément entre 1914 et 1915,.
Lalla Kmar offre par la suite tous ses biens dont le palais à Chedly Haïder, le fils d'une amie qu'elle décide d'élever et de prendre en charge. Morte le 30 décembre 1942 au palais Essaâda, elle est enterrée dans le caveau de la famille Haïder au cimetière du Djellaz.